# Henry Hamilton Beamish
Henry Hamilton Beamish (* 2. Juni 1873 in Großbritannien; † 27. März 1948 Südrhodesien) war ein führender Antisemit Großbritanniens, der als der Hauptpropagator des Madagaskarplans betrachtet werden kann und als Gründer der faschistoiden Bewegung The Britons.

## Leben
Henry Beamish war ein Sohn eines irischstämmigen britischen Admirals. Sein Neffe war der spätere Parlamentsabgeordnete der Conservative Party, Tufton Beamish, Baron Chelwood. Als 17-Jähriger reiste Henry Beamish nach Kanada, unternahm eine Nordpolexpedition und nahm 1884 eine Arbeit auf einer Teeplantage in Ceylon an, die ihm sein Vater vermittelt hatte. Im Zweiten Burenkrieg kam er 1901 als Soldat nach Südafrika, ließ sich dort nieder und verlegte eine Landwirtschaftszeitung. In Südafrika befasste er sich erstmals mit dem Judentum und gründete die British Citizen Movement. Er kehrte nach Europa zurück, um am Ersten Weltkrieg teilzunehmen.
Beamish war in der Silver Badge Party nach dem Ersten Weltkrieg aktiv, die eine Bewegung verwundeter britischer Soldaten war, die mit einem Verwundetenorden, dem Silver War Badge, ausgezeichnet worden waren, der auch an zivilen Revers getragen werden konnte.
Beamish war nach dem Zweiten Weltkrieg Eigentümer des Verlags The Britons Publishing Company, der  antisemitische Literatur verbreitete, wie die Protokolle der Weisen von Zion, The Jew’s Who is Who (1920) und eine Zeitschrift Jewish Ueber Alles, die er später in Hidden Hands umbenannte. Beamish war zeitweise Vizepräsident der Imperial Fascist League. Arnold Leese, der Führer der Imperial Fascists League, war von Beamish stark beeindruckt und beeinflusst; dessen Lösung der Judenfrage nach dem Madagaskarplan übernahm er allerdings erst in den 1930er Jahren.
Am 18. Juli 1919 gründete Henry Beamish mit 13 weiteren Personen The Britons. In dieser antisemitischen Bewegung war er Präsident bis zu seinem Tod. 1918 bewarb er sich zweimal erfolglos bei Wahlen zum Unterhaus in Großbritannien. Im Jahr darauf produzierte er 1919 ein Plakat, auf dem Sir Alfred Mond als Verräter verunglimpft wurde, da dieser angeblich während des Krieges Aktien an Deutsche verkauft hatte, und wurde von Mond verklagt. Beamish wurde zu einer Geldstrafe von 5000 Pfund verurteilt, die er nie beglich, weil er Großbritannien schon vor der Verhandlung verlassen hatte.
In den folgenden Jahren bereiste Beamish als Agitator für den Madagaskarplan das Ausland und verbreitete die Idee, dass alle Juden nach Madagaskar deportiert werden sollten. Am 18. Januar 1923 sprach er, wie auch Hitler, vor 7000 Menschen im Zirkus Krone in München, wo er sich zum Nationalsozialismus bekannte. Beamish kannte nicht nur Hitler persönlich, sondern auch Theodor Fritsch und Alfred Rosenberg, den Leiter des Reichsministeriums für die besetzten Ostgebiete, der ihm am 26. Juni 1926 ermöglichte, einen Artikel im Völkischen Beobachter zu veröffentlichen, wo er die Judenfrage in drei Lösungsvorschlägen in Absonderung, Assimilation oder Ausrottung diskutierte. Die Ausrottung lehnte er ab, da jedes Volk ein Existenzrecht habe, gegen eine Assimilierung sprach für ihn, dass sich dieses Volk jahrhundertelang erfolgreich dagegen gewehrt habe. Für ihn kam nur die Absonderung in ein isoliertes Gebiet in Frage, von dem aus sich dieses Volk nicht weiter verbreiten könne.
Beamish war ferner Mitglied der Internationale des Antisemitismus. 1940 war er in der britischen Kronkolonie Südrhodesien, wo er als ein unabhängiger Abgeordneter ins Parlament gewählt worden war und wegen seiner Haltung für das nationalsozialistische Deutschland 1940 interniert wurde.